# José Roberto Figueroa
José Roberto Figueroa (15. prosince 1959 Olanchito – 24. května 2020 San Francisco) byl honduraský fotbalový útočník. Zemřel 24. května 2020 ve věku 60 let na srdeční zástavu.

## Fotbalová kariéra
Byl členem honduraské reprezentace na Mistrovství světa ve fotbale 1982, nastoupil ve všech 3 utkáních. Na klubové úrovni hrál postupně v Hondurasu za CDS Vida, ve Španělsku za Real Murcia a Hércules Alicante, v Hondurasu za FC Motagua a v Kostarice za CS Cartaginés.

## Ligová bilance
| Ročník                    | Zápasy | Góly | Klub              |
| ------------------------- | ------ | ---- | ----------------- |
| 2. španělská liga 1982/83 | 30     | 14   | Real Murcia       |
| Primera División 1983/84  | 29     | 11   | Real Murcia       |
| Primera División 1984/85  | 25     | 11   | Real Murcia       |
| 2. španělská liga 1985/86 | 27     | 15   | Real Murcia       |
| 2. španělská liga 1986/87 | 31     | 13   | Hércules Alicante |
| 2. španělská liga 1987/88 | 14     | 2    | Hércules Alicante |
| CELKEM Primera División   | 54     | 22   |                   |